# Кайгородов, Алексей Павлович
Алексе́й Па́влович Кайгоро́дов (29 июля 1983, Магнитогорск) — российский хоккеист, центральный нападающий.

## Карьера
Воспитанник СДЮШОР «Металлург» Магнитогорск, в хоккей начал играть с 5 лет. Сначала тренировался у Валерия Викторовича Картаева, потом у Сергея Аркадьевича Дёмина.
Двукратный чемпион мира — один раз среди юниоров (2001 год), один раз среди молодёжных команд (2003 год). На юниорском чемпионате мира играл в одном звене вместе с Ильёй Ковальчуком и Игорем Григоренко.
В 2002 году выбран «Оттавой Сенаторз» во втором круге драфта под 47-м номером.
Первый среди воспитанников школы «Металлурга» по количеству проведенных матчей. Участник чемпионата мира 2003 года в составе сборной России (2 матча).
С 2001 года выступает за магнитогорский «Металлург». В сезоне 2006/07 сыграл 6 матчей за клуб НХЛ «Оттава Сенаторз», сделав одну результативную передачу.
На 12 мая 2011 года в регулярных чемпионатах КХЛ провёл 161 матч, в котором набрал 90 очков (21+69). В плей-офф КХЛ провёл 38 матчей и набрал 17 очков (6+11).
12 мая 2011 года в четвертьфинале чемпионата мира в Словакии в игре против сборной Канады забросил одну из самых важных шайб в карьере. За 11 минут до конца третьего периода, когда сборная России играла в меньшинстве, Кайгородов подхватил шайбу в своей зоне в районе точки вбрасывания и, обыграв по пути двух соперников, вышел один на один с вратарем и сравнял счёт (1:1).
24 октября 2012 года подписал контракт с уфимским Салаватом Юлаевым.

## Статистика
| Легенда | Легенда                    | Легенда | Легенда                   | Легенда | Легенда    |
| ------- | -------------------------- | ------- | ------------------------- | ------- | ---------- |
| И       | Количество проведённых игр | Штр     | Штрафное время            | +/−     | Плюс-минус |
| Г       | Голы                       | П       | Голевые передачи          | О       | Очки       |
| -       | Статистика неизвестна      | —       | Статистика не учитывалась |         |            |

## Достижения
- 2001 — Чемпион мира среди юниоров
- 2003 — Чемпион мира среди молодёжи
- 2004 — Серебряный призёр чемпионата России
- 2005 — Обладатель Кубка Шпенглера
- 2006, 2008 — Обладатель Тампере Кап
- 2007 — Чемпион России
- 2016 — Обладатель Кубка Гагарина, чемпион России